# Ås
För andra betydelser, se Ås (olika betydelser).

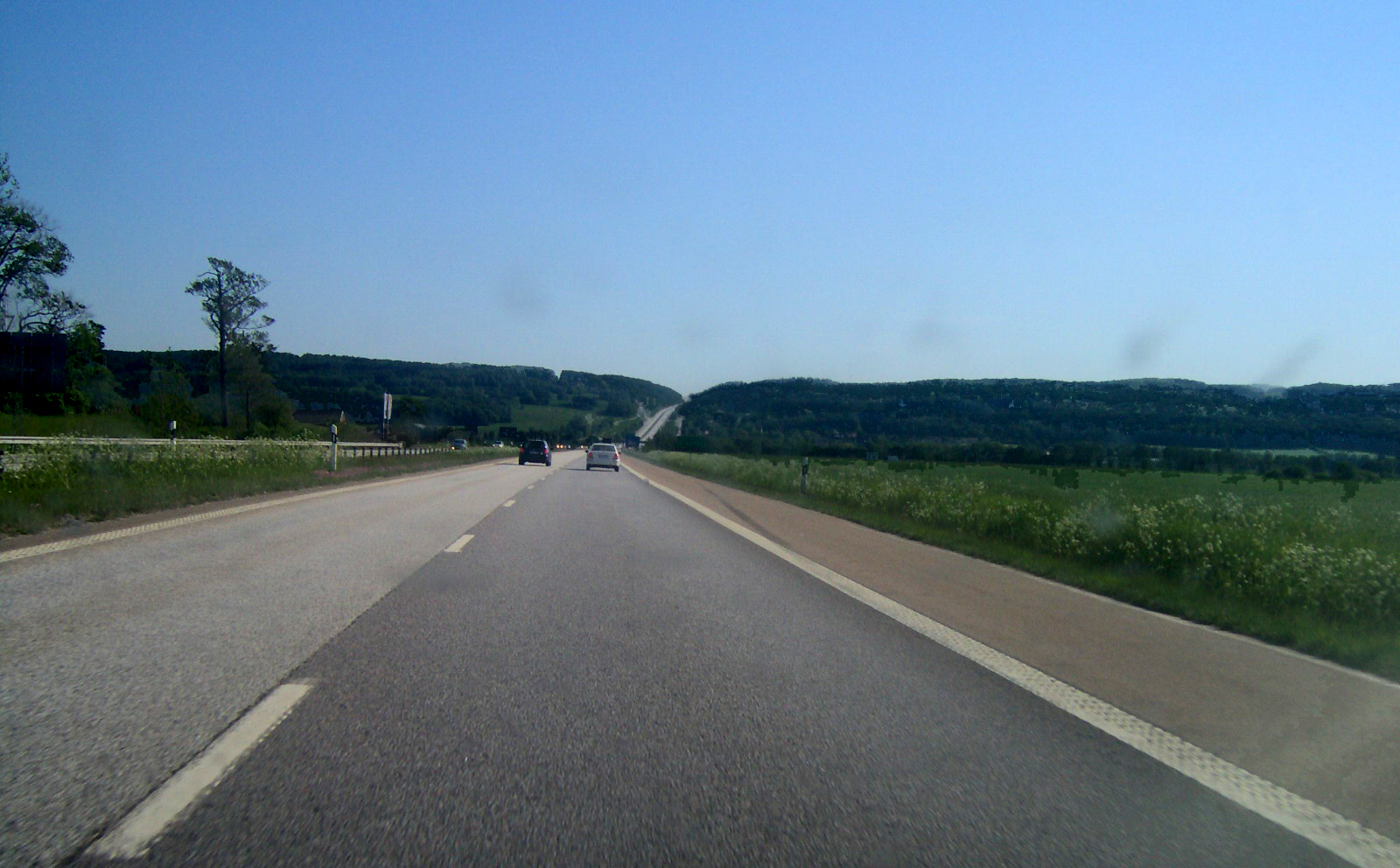
Hallandsåsen sett från norr.

En ås är en långsmal höjd som kan ha olika ursprung, i Sverige vanligen rullstensås, horst eller randmorän.